# 雅弗街
32°3′4.83″N 34°45′10.53″E / 32.0513417°N 34.7529250°E

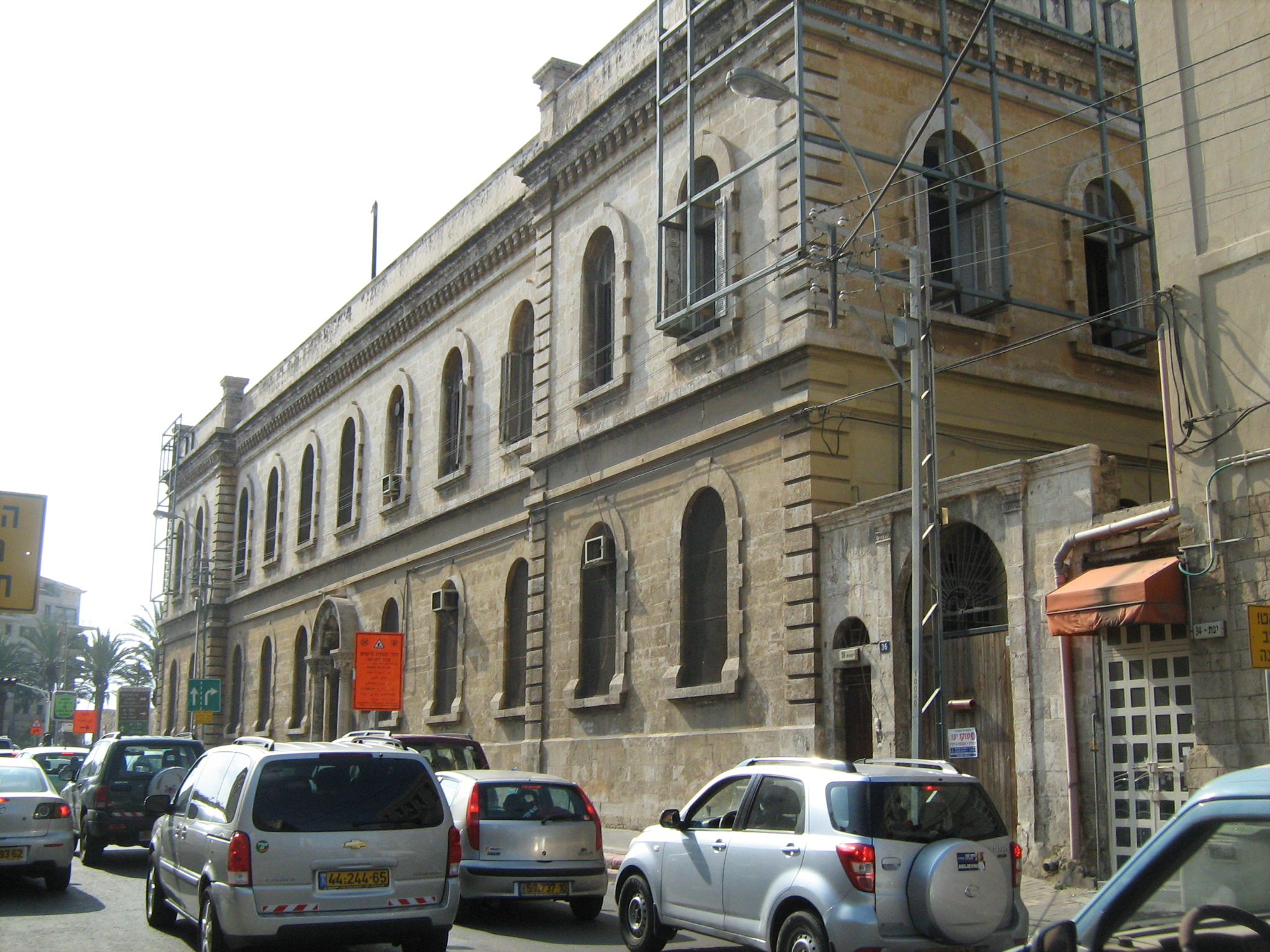
雅弗街上的法國醫院

雅弗街（Yefet Street）是以色列城市特拉維夫的雅法地區的主要街道之一，也是自舊雅法前往南部的街道。街道名稱取自諾亞之子雅弗，他也是傳說中創立雅法的人。雅弗街曾是雅法老城牆的一部分，在拆除城牆之後發展成為一條主要的商業街。

## 外部連結
- Yefet Street in Fodors website （页面存档备份，存于）